# Nordiska Textilakademin

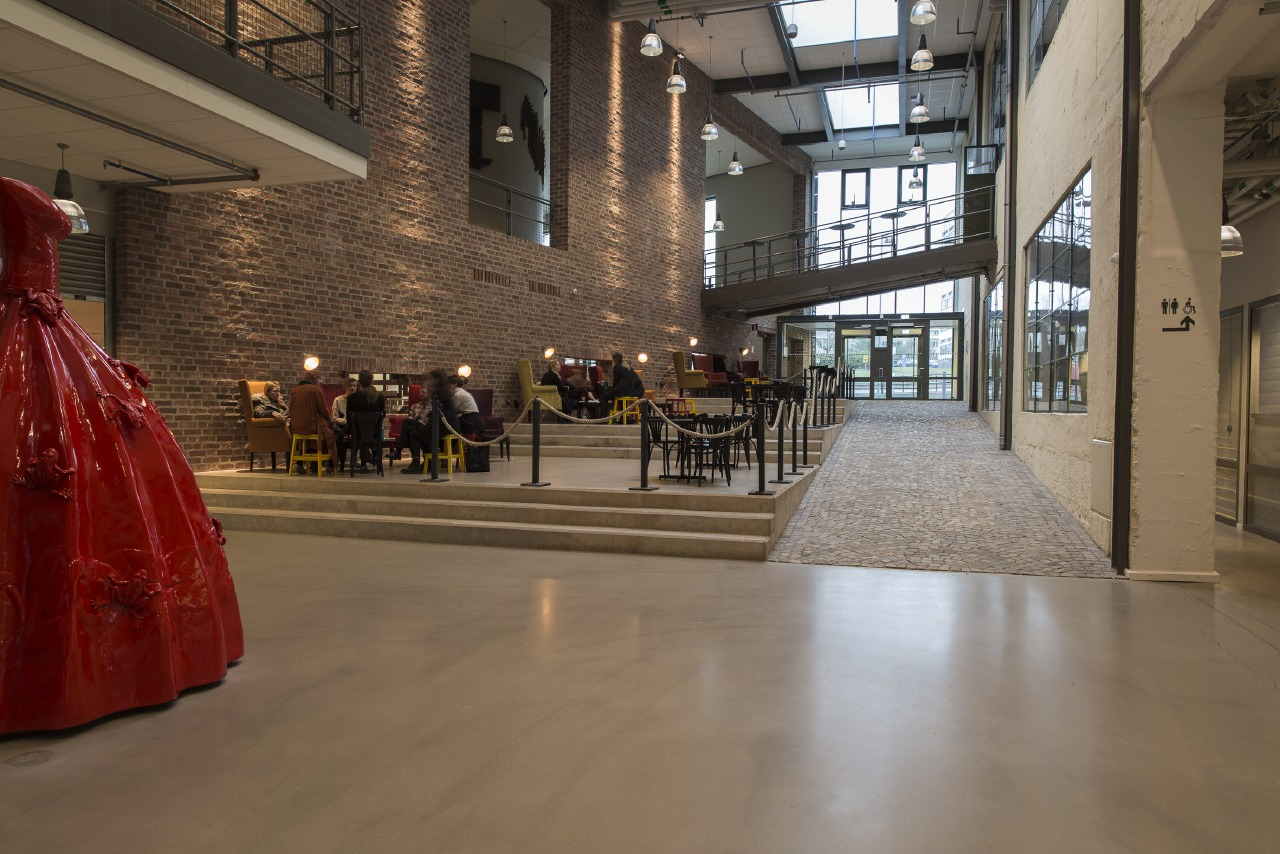
Interiör i Textile Fashion Center, Borås

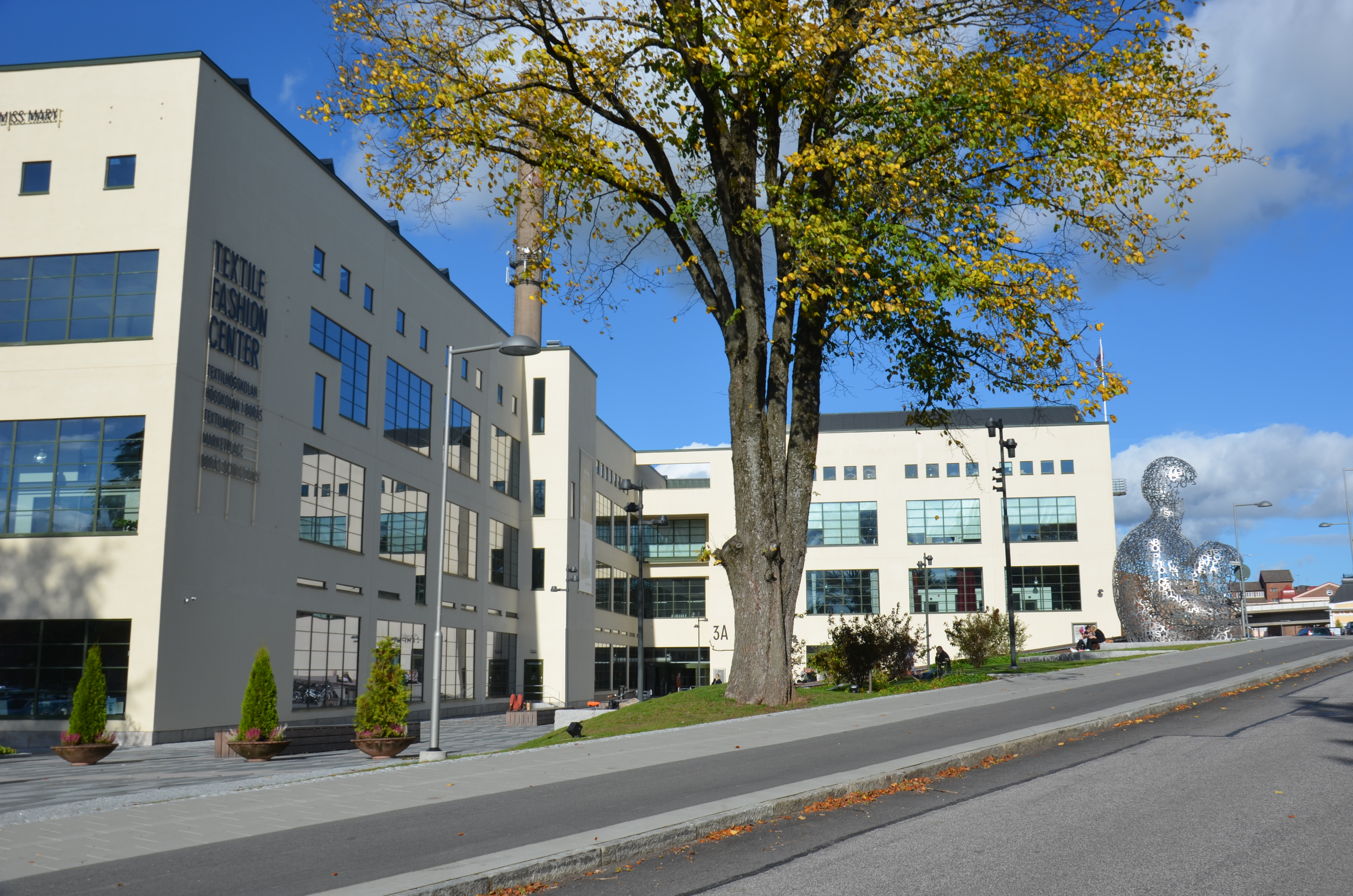
Textile Fashion Center

Nordiska Textilakademin är en yrkeshögskola på eftergymnasial nivå i Borås med inriktning mot textilindustri och är en utveckling av de tidigare utbildningarna Proteko utbildning och Nordisk Designskola. Nordiska Textilakademin är ett nav för utbildning och kompetens inom textil och mode. I nära samarbete med branschen bedriver de yrkeshögskola, utbildar yrkesverksamma och genomför utbildningar för företag.

## Historik
Skolan bildades 1977 under namnet Proteko när textilkrisen orsakade stor arbetslöshet inom textilområdet. För att ta tillvara den kompetens som fanns i Boråsregionen (Sjuhärad) ansökte kommunen om att få öppna yrkesinriktade textilutbildningar. Från 2015 ingick Nordisk designskola i Protekos organisation. 